# Godfrey Harold Hardy
Godfrey Harold Hardy (G. H. Hardy) (1877-1947) là nhà toán học người Anh, được biết đến với những thành tựu của mình trong lý thuyết số và giải tích toán học. Trong sinh học, ông cùng với Wilhelm Weinberg phát hiện ra Phương trình Hardy-Weinberg để giải thích về trạng thái cân bằng di truyền của quần thể.
Ngoài nghiên cứu của mình, Hardy được nhớ đến trong bài luận năm 1940 của ông về tính thẩm mỹ của toán học, có tựa đề A Mathematician's Apology (Lời xin lỗi của một nhà toán học). Ông là người cố vấn của nhà toán học người Ấn Độ Srinivasa Ramanujan.

## Tiểu sử
G. H. Hardy sinh ra vào ngày mùng 7 tháng 2 năm 1877, tại Cranleigh, Surrey, England, trong một gia đình dạy học. Bố của ông là một Bursar và là thạc sĩ hội họa tại trường Cranleigh; Mẹ của ông từng làm chủ tại Đại học tập huấn Lincoln dành cho giáo viên. Cả bố và mẹ của ông đều có chút quan tâm đến toán học, dù cả hai người chưa từng có giáo dục đại học.:447
Lòng yêu thích ngành toán học của Hardy đã được phát hiện từ bé. Khi mới hai tuổi, ông đã viết số lên tới hàng triệu, và khi được đi nhà thờ, ông tự làm vui chính mình bằng cách phân tích số thánh ca.
Sau khi học tại Cranleigh, Hardy được trao học bổng học tại đại học Winchester cho thành quả toán học của ông. Vào năm 1896, Ông vào trường đại học Trinity ở Cambridge  Chỉ sau đúng hai năm tập luyện dưới sự chỉ đạo của cố vấn, Robert Alfred Herman, Hardy đứng thứ tư trong bảng xếp hạng bài kiểm tra Mathematics Tripos. Nhiều năm sau đó, ông quyết loại bỏ hệ thống Tripos, bởi ông cảm thấy nó càng đi vào ngõ cụt hơn là hoàn thành nhiệm vụ đề ra.

### Công việc
Từ năm 1911, ông hợp tác với John Edensor Littlewood nghiên cứu trên giải tích toán học và lý thuyết số giải tích. Điều này (cùng một số thứ khác) đã dẫn tới những tiến bộ đáng kể trong bài toán Waring, là một phần của phương pháp đường tròn Hardy–Littlewood. Trong lý thuyết số nguyên tố, họ đã chứng minh nhiều kết quả và hệ quả nổi tiếng. Đây là một dấu mốc quan trọng trong sự phát triển lý thuyết số như một hệ thống giả thuyết; ví dụ như giả thuyết Hardy–Littlewood đầu tiên và giả thuyết Hardy–Littlewood thứ hai. Công việc hợp tác giữa Hardy và Littlewood là một trong những sự hợp tác nổi tiếng và thành công nhất trong lịch sử toán học. Trong một bài thuyết trình năm 1947, nhà toán học người Danish, Harald Bohr đã nói rằng, "Hiện giờ, chỉ có đúng ba nhà toán học vĩ đại: Hardy, Littlewood, và Hardy–Littlewood.":xxvii.
Hardy được biết đến cho việc đưa ra nguyên lý Hardy–Weinberg, một nguyên tắc cơ bản trong di truyền học quần thể, độc lập với kết quả của Wilhelm Weinberg trong năm 1908. Ông được nghe đến bài toán khi chơi cricket với di truyền học gia Reginald Punnett, người đã giới thiệu vấn đề trên với ông bằng thuật ngữ toán học thuần túy:9 Vì Hardy không có sở thích đối với di truyền học và coi vấn đề toán học đưa ra "rất đơn giản", có lẽ chưa nhận ra kết quả đó đã trở nên quan trọng mức nào.:117